# Mecopisthes
Mecopisthes là một chi nhện trong họ Linyphiidae.